# Pier Paolo Viazzo
Pier Paolo Viazzo (Vercelli, 1950) es un historiador y antropólogo italiano especializado en las sociedades campesinas de los Alpes.
Pier Paolo Viazzo se graduó en 1975 en la Universidad de Turín con una tesis sobre Problemas religiosos y culturales del mundo tardo antiguo entre la historia y la etnología.
Interesado en el estudio de la persistencia y las transformacines de las formas culturales tradicionales y la influencia ejercida por los factores socioculturales sobre las relaciones entre población y recursos, ha llevado a cabo investigaciones históricas en el Cambridge Group for the History of Population y en el Instituto degli Innocenti de Florencia. Actualmente (2011) es profesor de antropología social.